# Takashi Ishimoto
Takashi Ishimoto (jap. 石本隆 Ishimoto Takashi; ur. 6 kwietnia 1935 w Aki) – japoński pływak. Srebrny medalista olimpijski z Melbourne.
Specjalizował się w stylu motylkowym. Zawody w 1956 były jego jedynymi igrzyskami olimpijskimi. Medal zdobył na dystansie 200 metrów motylkiem, wyprzedził go jedynie Amerykanin William Yorzyk. W 1958 zdobył trzy złote medale igrzysk azjatyckich, wygrywając na dystansie 100 i 200 metrów motylkiem oraz w sztafecie 4 × 100 metrów stylem zmiennym. Był rekordzistą świata na dystansie 100 metrów motylkiem.